# Dominique Reymond
 (décembre 2021).
Pour les articles homonymes, voir Reymond.
Dominique Reymond est une actrice française, née le 12 février 1957 à Genève en Suisse.

## Biographie
Dominique Reymond est née à Genève. Elle perd son père à un mois et est élevé par son parrain, membre de la grande bourgeoisie de la ville.
Elle a eu Antoine Vitez pour professeur au Conservatoire national supérieur d'art dramatique et l'a suivi au théâtre national de Chaillot.
Au théâtre, elle a travaillé entre autres avec Antoine Vitez, Jean-Christian Grinevald, Jacques Lassalle, Bernard Sobel, Luc Bondy, Klaus Michael Grüber, Pascal Rambert, Brigitte Jaques-Wajeman, Jean-Pierre Vincent, Georges Lavaudant, Alain Françon, Yasmina Reza, Stéphane Braunschweig ou encore Daniel Jeanneteau.
En 2015 elle reçoit un Molière pour son interprétation dans la pièce de Yasmina Reza Comment vous racontez la partie (mise en scène de l'autrice).
Au cinéma, elle a tourné entre autres sous la direction de Leos Carax, Claude Chabrol, Sandrine Veysset, Catherine Corsini, Benoît Jacquot, Olivier Assayas, Chantal Akerman, Danis Tanović et François Ozon.
À la télévision elle a travaillé avec Serge Meynard, Alain Tasma, Nina Companeez ou encore Marcel Bluwal.
Elle est l'épouse d'André Marcon.
En 2014, elle publie ses Journaux de répétitions avec Klaus Michael Grüber et Antoine Vitez sur les créations de La Mouette, Le Héron (en 1983-1984) et La Mort de Danton (en 1989).

## Filmographie

### Cinéma
- 1981 : Nous nous sommes séparés sans violence (court métrage) de Bernadette Marie
- 1982 : La Mésange (court métrage) de Catherine Corsini : la fille maltraitée au bar
- 1984 : Boy Meets Girl de Leos Carax : la voisine
- 1984 : Pinot simple flic de Gérard Jugnot
- 1986 : Nuit de Chine (court métrage) de Catherine Corsini
- 1986 : Zone rouge de Robert Enrico : Nathalie Cheylard
- 1986 : La Femme secrète de Sébastien Grall : Christiane
- 1988 : Poker de Catherine Corsini
- 1988 : Drôle d'endroit pour une rencontre de François Dupeyron : Madame Martinet
- 1989 : Baptême de René Féret : Colette
- 1991 : Alchemia (court métrage d'animation) d'Ernest Ansorge
- 1992 : Betty de Claude Chabrol
- 1993 : La Naissance de l'amour de Philippe Garrel : Hélène
- 1996 : Y aura-t-il de la neige à Noël ? de Sandrine Veysset : la mère
- 1997 : Artemisia d'Agnès Merlet : la soeur de Tassi
- 1998 : On a très peu d'amis de Sylvain Monod : Maryse
- 1999 : Un pont entre deux rives de Gérard Depardieu et Frédéric Auburtin : Claire Daboval
- 1999 : La Maladie de Sachs de Michel Deville : Madame Leblanc, la secrétaire
- 2000 : Les Destinées sentimentales d'Olivier Assayas : Julie Desca
- 2000 : Presque rien de Sébastien Lifshitz : la mère
- 2000 : Sade de Benoît Jacquot : Madame de Lancris
- 2000 : L'Affaire Marcorelle de Serge Le Péron : Claudie Marcolle
- 2001 : Simon (moyen métrage) de Régis Roinsard
- 2001 : Avec tout mon amour d'Amalia Escriva : Dolorès
- 2002 : La Dame de la plage (court métrage) de Paule Sardou : Nadine
- 2002 : Demonlover d'Olivier Assayas : Karen
- 2002 : Les Diables de Christophe Ruggia : la directrice
- 2002 : Dans ma peau de Marina de Van : la cliente
- 2003 : Variété française de Frédéric Videau : la mère d'Edith
- 2004 : Process de C.S. Leigh : la femme dans le métro
- 2004 : Demain on déménage de Chantal Akerman : Madame Delacre
- 2004 : Ne fais pas ça ! de Luc Bondy : Ruth / Sonia
- 2004 : Ma mère de Christophe Honoré : Marthe
- 2005 : L'Œil de l'autre de John Lvoff : Juliette
- 2005 : L'Enfer de Danis Tanović : Michelle
- 2006 : Le Dernier des fous de Laurent Achard : Nadège
- 2007 : L'Heure zéro de Pascal Thomas : Madame Geoffroy, la directrice du collège
- 2007 : Il sera une fois... de Sandrine Veysset : Nadine, la mère de Pierro
- 2007 : Le Plaisir de chanter d'Ilan Duran Cohen : l'informatrice
- 2007 : Les Murs porteurs de Cyril Gelblat : Solange Weil
- 2008 : L'Heure d'été d'Olivier Assayas : Lisa
- 2008 : Le Nouveau Protocole de Thomas Vincent : Louise Verneuil
- 2008 : Adieu Gary de Nassim Amaouche : Maria
- 2009 : Ne te retourne pas de Marina de Van : une voix
- 2010 : Insoupçonnable de Gabriel Le Bomin : Hélène
- 2010 : Bus Palladium de Christopher Thompson : Marina, la mère de Lucas
- 2010 : 63 regards (moyen métrage) de Christophe Pellet : la seconde femme
- 2010 : Notre étrangère de Sarah Bouyain : Marie
- 2011 : Une île d'Anne Alix : narratrice
- 2012 : Noces de Philippe Béziat : la comédienne
- 2012 : Les Adieux à la reine de Benoît Jacquot : Madame de Rochereuil
- 2012 : Le Jour de la grenouille de Béatrice Pollet : Magg
- 2012 : Populaire de Régis Roinsard : Madame Shorofsky
- 2012 : La Dérive (court métrage) de Mathieu Salmon : Virginie
- 2014 : Tristesse Club de Vincent Mariette : Claude
- 2014 : Maestro de Léa Fazer : Francine
- 2014 : Bodybuilder de Roschdy Zem : Muriel, la mère d'Antoine
- 2014 : Il venait de Roumanie (court métrage) de Jean-Baptiste Durand : la mère de Clément[2]
- 2015 : Journal d'une femme de chambre de Benoît Jacquot : la placeuse
- 2015 : Des Apaches de Nassim Amaouche : Docteur Reymond
- 2017 : L'Histoire d'une mère de Sandrine Veysset : la Mort :
- 2017 : L'Amant double de François Ozon : la gynécologue / Agnès Wexler
- 2017 : Hugues de Pascal Cervo : Micheline, la metteuse en scène
- 2017 : Les Grand esprits (court métrage) de Jonathan Comnène : Andrée
- 2019 : Mémorable (court métrage) de Bruno Collet : Michelle (voix)
- 2020 : Éléonore d'Amro Hamzawi : Martine
- 2020 : Garçon chiffon de Nicolas Maury : la thérapeute de Jaloux Anonymes
- 2022 : Last Dance de Delphine Lehericey : Lise
- 2022 : Toi non plus tu n'as rien vu de Béatrice Pollet : Docteur Krolen
- 2022 : Temps de chien (court métrage) de Vanessa Caffin : l'éditrice
- 2023 : Chien de la casse de Jean-Baptiste Durand : Christiane Miralès
- 2023 : Avant l'effondrement d'Alice Zeniter et Benoît Volnais : la mère de Fanny
- 2023 : L'Amour et les Forêts de Valérie Donzelli : l'avocate
- 2024 : Hors du temps d'Olivier Assayas : la psychanalyste
- 2025 : La Cache de Lionel Baier
- 2026 : Maigret et le mort amoureux de Pascal Bonitzer

### Télévision
- 1992 : La Révolte des enfants (téléfilm) de Gérard Poitou-Weber : Jeanne
- 1992 : Séparément vôtre (téléfilm) de Michel Boisrond : Catherine
- 1992 : Que le jour aille au diable (téléfilm) d'Alain Wermus
- 1995 : Lise ou l'affabulatrice (téléfilm) de Marcel Bluwal
- 1997 : Le Cri du corbeau (téléfilm) de Serge Meynard : Louise
- 1998 : Denis (téléfilm) de Catherine Corsini : Juliette
- 1998 : La Poursuite du vent (mini-série télévisée) de Nina Companeez : Viviane
- 2001 : Un pique-nique chez Osiris (téléfilm) de Nina Companeez : Mathilde Ancelin
- 2002 : Le Gave (téléfilm) de Christian Bonnet : Anne
- 2003 : À cran (téléfilm) d'Alain Tasma : Claire
- 2003 : Une famille à tout prix (téléfilm) de Jacques Renard : Mireille
- 2004 : Princesse Marie (téléfilm) de Benoît Jacquot : Geneviève
- 2005 : Carmen (téléfilm) de Jean-Pierre Limosin : Eva
- 2005 : Vénus et Apollon (série télévisée), épisode 10 Soin intégral d'Olivier Guignard : la femme
- 2006 : Une saison Sibélius (téléfilm) de Mario Fanfani : Martha
- 2007 : Le Pendu (téléfilm) de Claire Devers : Susanne
- 2007 : En marge des jours (téléfilm) d'Emmanuel Finkiel : Sandrine
- 2008 : L'Affaire Bruay-en-Artois (téléfilm) de Charlotte Brändström : Solange Valmon
- 2009 : Suite noire (série télévisée), épisode 8 Envoyez la fracture de Claire Devers : la galeriste
- 2012 : Pour Djamila (téléfilm) de Caroline Huppert : Simone de Beauvoir
- 2012 : Au nom d'Athènes (mini-série télévisée) de Caroline Huppert : narratrice
- 2014 : Marie Curie, une femme sur le front (téléfilm) d'Alain Brunard : Marie Curie
- 2017 : Les Petits Meurtres d'Agatha Christie (série télévisée), saison 2, épisode 21 Drame en trois actes de Nicolas Picard-Dreyfuss : Macha Semenoff
- 2017 : Robin (téléfilm) d'Alice Douard : Anne
- 2018 : Ondes de choc (mini-série télévisée), épisode 2 Sirius de Frédéric Mermoud : Claude
- 2018 : Un âge de fer : la guerre de Trente Ans (Die eiserne Zeit - Lieben und Töten im Dreissigjähringen Krieg) (mini-série télévisée) : narratrice
- 2019 : La Forêt d'argent (téléfilm) d'Emmanuel Bourdieu : Valeria
- 2021 : Les Héritiers (téléfilm) de Jean-Marc Brondolo : Diane
- 2022 : Irma Vep (mini-série télévisée) d'Olivier Assayas : la thérapeute

## Théâtre
- La Maison de Bernarda Alba de Federico Garcia Lorca, mise en scène G. Montero, Comédie de Genève
- 1978 : Phèdre de Racine, mise en scène Jean-Christian Grinevald, théâtre Marie Stuart
- 1981 : Les Trente Millions de Gladiator d’Eugène Labiche, mise en scène Françoise Petit, théâtre Nanterre-Amandiers
- 1981 : Solange, Paris ou ailleurs de Cosmas Koroneos, mise en scène Jean-Christian Grinevald, Petit Odéon
- 1981 : Caligula d’Albert Camus, mise en scène Patrick Guinand, Théâtre national de l'Odéon
- 1983 : Les Petites Filles modèles d’après la Comtesse de Ségur, mise en scène collective, Théâtre national de Chaillot, Festival d'Avignon
- 1983 : Falsch de René Kalisky, mise en scène Antoine Vitez, Théâtre national de Chaillot
- 1984 : La Mouette d’Anton Tchekhov, mise en scène Antoine Vitez, Théâtre national de Chaillot
- 1984 : Le Héron de Vassili Axionov, mise en scène Antoine Vitez, Théâtre national de Chaillot
- 1984 : L'Heureux Stratagème de Marivaux, mise en scène Jacques Lassalle, Théâtre national de Strasbourg
- 1985 : L'Heureux Stratagème de Marivaux, mise en scène Jacques Lassalle, Théâtre national de l'Odéon
- 1986 : La Ville de Paul Claudel, mise en scène Bernard Sobel, Théâtre Nanterre-Amandiers, Lâla
- 1986 : L'Échange de Paul Claudel, mise en scène Antoine Vitez, Théâtre national de Chaillot
- 1987 : L'Échange de Paul Claudel, mise en scène Antoine Vitez, Théâtre des Treize Vents
- 1987 : Une belle journée d’août 1913, mise en scène Dominique Duclos, Théâtre de Gennevilliers
- 1989 : La Forêt d’Alexandre Ostrovski, mise en scène Bernard Sobel, Théâtre de Gennevilliers
- 1989 : La Mort de Danton de Georg Büchner, mise en scène Klaus Michael Grüber, Théâtre Nanterre-Amandiers, TNP Villeurbanne, Maison de la Culture de Grenoble, Comédie de Caen, tournée
- 1990 : Tartuffe de Molière, mise en scène Bernard Sobel, Théâtre de Gennevilliers
- 1990 : Écrits sur toile de Gilbert Amy, conservatoire de Lyon
- 1990 : Indices terrestres de Marina Tsvetaïeva, mise en scène Éric Didry, Théâtre de l'Athénée-Louis-Jouvet
- 1991 : Phèdre de Marina Tsvetaïeva, mise en scène Sophie Loucachevsky, Théâtre de l'Athénée-Louis-Jouvet
- 1991 : Tous en ligne de Nathalie Krebs, Ged Marlon et Dominique Reymond, mise en scène Ged Marlon, Théâtre Paris-Villette
- 1991 : Par hasard de Honoré de Balzac, Gaston Couté, Charles-Ferdinand Ramuz et Marina Tsvetaïeva, mise en scène Sophie Loucachevsky, Rencontres d'été de la Chartreuse Villeneuve-lès-Avignon
- 1992 : Weimarland de Bruno Bayen, mise en scène de l'auteur, Théâtre de la Bastille
- 1992 : John & Mary de Pascal Rambert, mise en scène de l'auteur, Théâtre Nanterre-Amandiers
- 1993 : Madame Klein de Nicholas Wright, mise en scène Brigitte Jaques, Théâtre de la Commune
- 1995 : Madame Klein de Nicholas Wright, mise en scène Brigitte Jaques, Théâtre des Treize Vents, Nouveau théâtre d'Angers, tournée en France, Belgique et Suisse
- 1995 : Antoine et Cléopâtre de William Shakespeare, mise en scène Pascal Rambert, MC93 Bobigny
- 1997 : L’Éloge de l’ombre de Junichiro Tanizaki, mise en scène Jacques Rebotier, Théâtre Nanterre-Amandiers
- 2000 : Homme pour homme de Bertolt Brecht, mise en scène Jean-Pierre Vincent, Théâtre Nanterre-Amandiers
- 2002 : Visites de Jon Fosse, mise en scène Marie-Louise Bischofberger, Festival d'Avignon
- 2004 : Une pièce espagnole de Yasmina Reza, mise en scène Luc Bondy, Théâtre de la Madeleine
- 2006 : Le Baladin du monde occidental de John Millington Synge, mise en scène Marc Paquien, Théâtre national de Chaillot, Théâtre Vidy-Lausanne, tournée
- 2007 : Le Pélican d'August Strindberg, mise en scène Gian Manuel Rau, Théâtre Vidy-Lausanne
- 2007 : L'Acte inconnu de Valère Novarina, mise en scène de l'auteur, Festival d'Avignon, Théâtre national de la Colline, TNP Villeurbanne
- 2008 : Feux : Rudimentaire, La Fiancée des landes, Forces d'August Stramm, mise en scène Daniel Jeanneteau et Marie-Christine Soma, Festival d'Avignon
- 2009 : La Nuit de l'iguane de Tennessee Williams, mise en scène Georges Lavaudant, MC93 Bobigny, MC2
- 2010 : Les Chaises d'Eugène Ionesco, mise en scène Luc Bondy, Théâtre Nanterre-Amandiers, Théâtre Vidy-Lausanne
- 2011 : Les Chaises d'Eugène Ionesco, mise en scène Luc Bondy, tournée
- 2012 : La Mouette d'Anton Tchekhov, mise en scène d'Arthur Nauzyciel, Festival d'Avignon, tournée
- 2013 : Rome-Nanterre de Valérie Mréjen, mise en scène Gian Manuel Rau, Théâtre Vidy-Lausanne
- 2014 : Comment vous racontez la partie de Yasmina Reza, mise en scène de l'auteur, Théâtre Liberté, tournée, Théâtre du Rond-Point
- 2015 : Toujours la tempête de Peter Handke, mise en scène Alain Françon, Odéon-Théâtre de l'Europe
- 2015 : Les Géants de la montagne de Luigi Pirandello, mise en scène Stéphane Braunschweig, Théâtre de la Colline
- 2016 : La Ménagerie de verre de Tennessee Williams, mise en scène Daniel Jeanneteau, théâtre national de la Colline
- 2021 : Quai Ouest de Bernard-Marie Koltès, mise en scène Ludovic Lagarde, Théâtre national de Bretagne
- 2022 : Foucault en Californie d'après le livre de Simeon Wade, mise en scène Lionel Baier, Théâtre Vidy-Lausanne
- 2025 : L'Amante anglaise de Marguerite Duras, mise en scène Émilie Charriot, théâtre de l'Odéon et tournée

## Voix off
Dominique Reymond prête sa voix aux documentaires
- 1999 : Simone de Beauvoir de Valérie Stroh et Pascale Fautrier, no 182 (première diffusion sur France 3 le 27 janvier 1999)
- 2002 : Présidentielles 1965-1995, les surprises de l'histoire, réalisé par Virginie Linhart et diffusé sur France 2.
- 2004 : Au Louvre avec Miquel Barceló, Valeria Sarmiento, France 5, 25 min.
- 2009 : Shanghai, les années folles, Olivier Horn, Anne Riegel, Arte France, 90 min.
- 2010 : La Maison de Jean, Valérie Garel, Sedna films, France, 57 min.
- 2011 : Je vous écris du Havre, Françoise Poulin-Jacob, Lardux films, France, 51 min.
- 2011 : Juin 1940 : Le piège du Massilia, Virginie Linhart, Angoa-Agicoa, France, 53 min.
- 2012 : La mort est dans le pré, Éric Guéret, Angoa, France, 52 min.
- 2012 : Goldman Sachs - La banque qui dirige le monde, Jérôme Fritel et Marc Roche, Arte France, 75 min.
- 2012 : Mitterrand contre de Gaulle, Joël Calmettes, Chiloé Productions, France 3, 90 min.
- 2014 : Violette Leduc, la chasse à l'amour, Esther Hoffenberg, Les Films du Poisson, Lapsus, Arte France, 57 min.
- 2020 : Le Parti du cinéma, Pauline Gallinari et Maxime Grember, La Générale de production, LCP, 52 min.

## Livres audio
- Irène Némirovsky, Suite française, éditions Audiolib, Paris, 2015, durée : 13 h 50  (ISBN 9782356418487)
- Alice Ferney, L'élégance des veuves, éditions Audiolib, août 2016, durée : 2 h 54  (ISBN 9782367621128)
- Annie Ernaux, Mémoire de fille, éditions Gallimard, « Écoutez Lire », 2016, durée : 3h38  (ISBN 9782070183869)
- Charlotte Delbo, Aucun de nous ne reviendra, des femmes-Antoinette Fouque, « La Bibliothèque des voix », Paris, septembre 2017, durée : 3h28  (EAN 3328140022278)
- Collectif, Voix de femmes d'hier et d'aujourd'hui pour demain, des femmes-Antoinette Fouque, « La Bibliothèque des voix », Paris, mars 2019, durée : 1h25  (EAN 3328140023534)
- Charlotte Perkins Gilman, Le papier peint jaune, des femmes-Antoinette Fouque, « La Bibliothèque des voix », Paris, mars 2020, durée : 43 min.  (EAN 3328140024067)
- Collectif, Trobairitz : Femmes de cour, dames de cœur (Poèmes de femmes troubadours), édition bilingue, poèmes choisis et traduits de l'occitan médiéval par Nathalie Koble, lu par Dominique Reymond (français) et la traductrice (occitan), avec un livret établi par Nathalie Koble de 56 pages, des femmes-Antoinette Fouque, « La Bibliothèque des voix », Paris, janvier 2023, durée : 57 min.  (EAN 3328140025088)

## Distinctions

### Décoration
- Officier de l'ordre des Arts et des Lettres (2021)[3]

### Récompenses
- Prix du Syndicat de la critique 1993 : meilleure comédienne pour Madame Klein
- Prix du Syndicat de la critique 2006 : meilleure comédienne pour son interprétation de la veuve Quinn dans Le Baladin du monde occidental
- Festival des créations télévisuelles de Luchon 2014 : prix d'interprétation pour Marie Curie, une femme sur le front
- Festival Jean-Carmet 2014 : meilleur second rôle féminin (prix du jury) pour Maestro
- Molières 2015 : Molière de la comédienne dans un second rôle pour Comment vous racontez la partie
- Coup de Cœur Parole Enregistrée et Documents Sonores 2017 de l’Académie Charles Cros pour Aucun de nous ne reviendra de Charlotte Delbo[4].
- Grand Prix de l'Académie Charles Cros pour Trobairitz : Femmes de cour, dames de cœur (Poèmes de femmes troubadours), lu en français par Dominique Reymond et en ancien occitan par Nathalie Koble[5].

### Nominations
- Molières 2004 : Molière de la comédienne dans un second rôle pour Une pièce espagnole
- Molières 2008 : Molière de la comédienne pour Le Pélican
- Molières 2009 : Molière de la comédienne pour La Nuit de l'iguane
- Molières 2011 : Molière de la comédienne pour Les Chaises
- Molières 2025 : Molière de la comédienne dans un spectacle de théâtre public pour L’Amante anglaise